# Henry Maitland Wilson
Henry Maitland Wilson (5 de septiembre de 1881-31 de diciembre de 1964), también conocido como Jumbo Wilson, fue un militar británico, oficial del Ejército Británico.

## Biografía
Participó en la segunda guerra bóer y luego durante la Primera Guerra Mundial en el Somme y en Passchendaele. Durante la Segunda Guerra Mundial sirvió como general oficial comandante en jefe de las Tropas Británicas (GOC-in-C) en Egipto, donde lanzó la Operación Compass, atacando a las fuerzas italianas con considerable éxito, en diciembre de 1940. Pasó a ser gobernador militar de Cirenaica en febrero de 1941, comandando una fuerza expedicionaria de la Mancomunidad de Naciones a Grecia en abril de 1941 y ejerciendo de general oficial comandante (GOC) en Palestina y Transjordania en mayo de 1941.
Wilson se convirtió en el GOC del Noveno Ejército en Siria y Palestina en octubre de 1941, GOC de las unidades en Persia e Irak en agosto de 1942 y GOC de las unidad de Oriente Medio en febrero de 1943. En las etapas finales de la guerra fue comandante supremo aliado en el Mediterráneo, desde enero de 1944, y luego jefe de la Misión del Estado Mayor Británico en Washington D. C. desde enero de 1945.